# At the End of a Perfect Day (film 1914)
At the End of a Perfect Day è un cortometraggio muto del 1914 diretto da Thomas Ricketts. Prodotto dalla American Film Manufacturing Company, il film aveva come interpreti Winifred Greenwood, Edward Coxen, George Field, Josephine Ditt.

## Trama
Dorothy, per assistere sua madre, rinuncia al suo matrimonio con Oren, che parte per l'ovest. L'amico Stid, innamorato di Dorothy, intercetta una lettera dell'uomo e riesce a separare i due fidanzati lontani. Oren si sposa e Dorothy accetta la corte di Stid, che le regala l'anello. Quando però la madre di Dorothy è morente, consegna la lettera rubata. Così la giovane viene anche a sapere che Oren è diventato padre della piccola Dorothy Preston Evans.

Sono passati quindici anni. Oren torna, vedovo, insieme alla figlia. L'uomo è visibilmente deluso dall'aspetto dimesso e semplice di Dorothy che, in quegli anni, si è presa cura della sua pensione e dei suoi pensionanti. Mentre sembra attirato dalle grazie dell'attraente Miss Everlyn, una delle pensionanti. La figlia di Oren si accorge della situazione e si rende conto che la bellezza interiore di Dorothy non è uguale al suo aspetto esteriore. Dorothy, sola, prega che la sua vita così triste possa conoscere almeno "un giorno perfetto".

Durante una giornata in riva al mare alla quale Dorothy si è rifiutata di intervenire adducendo pretesti, la figlia di Oren riesce a trascinarla fuori di casa, non senza prima averla pettinata e vestita con il bellissimo vestito di seta bianca che la madre di Dorothy le aveva preparato per il matrimonio. Bella e sorridente, Dorothy interviene al picnic, suscitando questa volta l'interesse di Oren che provoca la reazione di Miss Everlyn. Dorothy, dalle alture, vede Oren spingersi in acqua da solo. Temendo per lui, visto che è in previsione una tempesta, si precipita a chiedere aiuto. Nessuno lo trova, la barca viene trovata rovesciata e Dorothy è disperata. Accorre Oren, che era rimasto in cucina. La vecchia scintilla rinasce e il loro amore finisce per regalare finalmente a Dorothy "un giorno perfetto".

## Produzione
Il film fu prodotto dalla American Film Manufacturing Company.

## Distribuzione
Distribuito dalla Mutual, il film - un cortometraggio in due bobine - uscì nelle sale cinematografiche degli Stati Uniti il 3 agosto 1914.